# Недоказана кривица (филм)
Недоказана кривица је амерички филм, заснован на истоименом роману Скота Туроа. Филм је режирао Алан Џ. Пакула, док главну глумачку поставу чине: Харисон Форд, Брајан Денехи, Раул Хулија, Бони Бедилија, Пол Винфилд и Грета Скаки.

## Радња
Главни лик, Расти Сабич, је окружни тужилац. Започиње бурну романсу са својом подређеном Керолајн Полимус. Угледни државни службеник, приморан је да крије скандалозну везу од колега и породице. Једног дана је откривено да је Полимус умрла насилном смрћу. Истрага је поверена Растију. Схвативши да ће се суочити са сукобом интереса, Расти покушава да збуни истрагу, али на крају само погоршава ситуацију и сам постаје осумњичен.
Расти се окреће адвокату Сенди Стерну, са којим је више пута имао посла као тужилац. На суду, случај постаје још компликованији када се испостави да је у телу убијене пронађена сперма, која је вероватно припадала Растију. Истовремено, испоставља се да је Керолајн била умешана у сложен случај, који је укључивао примање мита од стране судских службеника.
Као резултат суђења, Расти је ослобођен оптужби. Већ код куће открива секиру којом је убијена Керолајн. Испоставило се да је убица Растијева жена Барбара. Сазнавши за неверство свог мужа, прво је желела да изврши самоубиство, али је онда одлучила да је боље да убије Полемусову. 

## Улоге
Харисон Форд ... Розат „Расти“ Сабич

Брајан Денехи ... Рејмонд Хорган

Раул Хулија ... Санди Стерн

Бони Бедилија ... Барбара Сабич

Пол Винфилд ... судија Ларен Литл

Грета Скаки ... Каролин Полемус

Џон Спенсер ... детектив Липранзер